# Giordano II di Capua

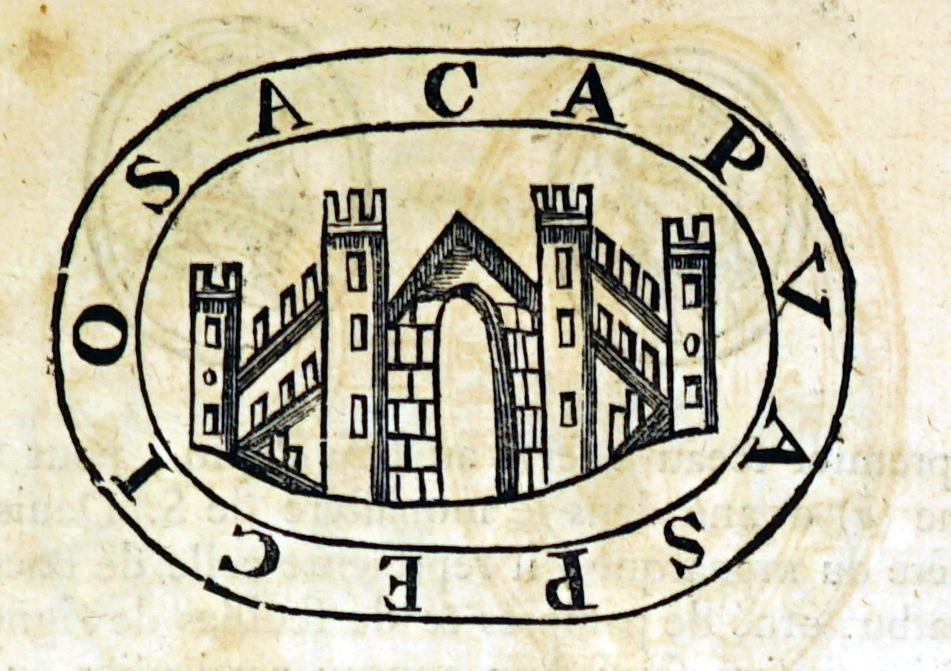
Sigillo di Giordano II tratto da un documento del 1125; mostra la città di Capua e la legenda CAPVA SPECIOSA ("Capua fiera").

Giordano II di Capua (dopo il 1080 – 19 dicembre 1127) fu principe di Capua dal 1120 al 1127.

## Biografia
Giordano era il terzo figlio del principe Giordano I di Capua e della principessa Gaitelgrima di Salerno, una figlia del principe Guaimario IV di Salerno. Fu, almeno dal maggio 1109, il signore di Nocera, e, dopo il giugno 1120, principe di Capua. La data e il luogo della sua nascita sono sconosciuti, ma deve essere posteriore a 1080. Fu sposato, prima del 1113, a Gaitelgrima, figlia di Sergio di Sorrento, un'unione che gli permise di estendere la sua influenza dal suo castello a Nocera a sud, verso la Costa d'Amalfi.

### Signore di Nocera

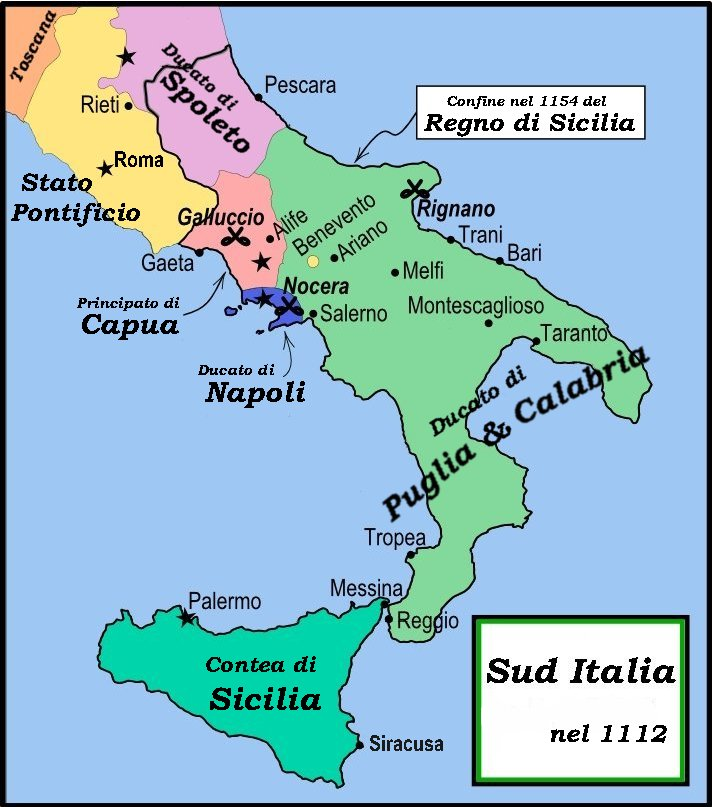
Carta che mostra il Principato di Capua nel 1112 (Capua è indicata da una stella). Nocera è indicata come sito della futura battaglia di Nocera del 1132, entro il Ducato di Napoli. Nei fatti è difficile ricostruire i confini degli stati in questo periodo.

La prima attestazione di Giordano come signore di Nocera risale al maggio 1109, ma non fa luce sulla natura della sua signoria (dominatus). Prima di cadere sotto il controllo delle truppe del conte Ruggero I di Sicilia, Nocera era stata la città centrale di una delle suddivisioni, un "actus" (circuito, giurisdizione) o "comitatus" (contea), del Principato di Salerno. Ci sono alcune prove che le vecchie divisioni territoriali del principato sono sopravvissute all'acquisizione normanna. Nocera, a guardia di una stretta valle che collegava il Principato di Salerno con il Principato di Capua, mantenne un significato strategico fintanto che la famiglia degli Altavilla controllò il primo e la famiglia di Giordano, i Drengot Quarrel, il secondo. Tuttavia, nessun documento sopravvissuto attribuisce esplicitamente al potere di Giordano il territorio di Nocera, né, prima di diventare principe, ha assunto un titolo formale. I documenti si riferiscono sempre a lui come "Giordano, figlio di Giordano, una volta principe" (Jordanus Jordani filius quondam principis).
In un atto di donazione del 1113, Jordan dichiara che la proprietà che dispensava era "nel territorio di Nocera, che mi appartiene" ("in territorio Nucerie quod michi pertinet") e tra i testimoni del documento ci sono "i bravi uomini del suddetto castello di Nocera "(" bon[i] predicto castello Nucerie vir[i] "), probabilmente i suoi vassalli In ogni altra carta emessa da questa data, riconosce esplicitamente l'autorità di suo fratello, il principe Roberto I di Capua. Un diploma rilasciato da Giordano nel settembre 1111, con il consenso del fratello, a favore del monastero della Santissima Trinità di Cava de' Tirreni è datato dal regno del Duca Guglielmo II di Puglia.
Anche se questo è un caso isolato, suggerisce che il controllo capuano di Nocera non fosse del tutto efficace e che a volte gli Altavilla erano in grado di farsi sentire lì, o che Giordano forse usasse le potenze l'una contro l'altra, sfruttando l'ambiguità dello status di Nocera.
Durante il suo dominio a Nocera, Giordano fu in ottimi rapporti con il monastero di Cava.
Nel diploma del settembre 1111, confermò il controllo dell'abate Pietro sul suo territorio, in particolare dei possessi nell'area della Prioria di Sant'Angelo in Grotta e del Mulino dell'Avenola, delineandone precisamente i confini, e, insieme ad alcuni dei suoi vassalli, si impegnò a difenderli.
Pochi giorni dopo, alla presenza, tra gli altri, di Sergio di Sorrento, Giordano giurò di proteggere la persona dell'abate e diverse fortezze appartenenti all'abbazia, tra cui lo strategico castello di Sant'Adiutore.
Nel marzo 1114 Giordano organizzò a Nocera un raduno di normanni di spicco, tra cui suo fratello, per ottenere l'impegno di Roberto di Eboli e di Ruggero di San Severino a fermare le loro azioni ostili contro Cava.
Nel gennaio del 1115 confermò alcuni beni al monastero di San Massimo di Salerno, una dipendenza di Cava, che era stato costretto a ricorrere in tribunale contro i cittadini di Nocera Giordano fece anche importanti concessioni all'Abbazia di Sant'Angelo in Formis, una dipendenza di Monte Cassino, al quale diede anche alcune delle sue terre ereditate.

### Principe di Capua
Giordano non avrebbe dovuto ereditare il Principato di Capua.
Il fratello maggiore, Riccardo II, morì senza figli e gli successe Roberto I, che morì il 3 giugno 1120. Fu seguito da un figlio neonato, Riccardo III, che era già stato nominato suo co-principe, ma che sopravvisse a lui solo una settimana prima di morire in circostanze non specificate il 10 giugno. Queste morti hanno aperto la strada all'accesso al potere di Giordano lo stesso mese; alcuni storici moderni hanno suggerito che ci fosse la sua mano nella morte prematura del nipote. Fu consacrato principe il 4 luglio. Il poco che si sa del suo regno mostra che continuò il suo sostegno alle principali istituzioni monastiche del principato. Più tardi quell'anno rese omaggio a papa Callisto II.
Nel novembre 1120 la Giordania confermò i beni e i diritti di San Angelo in Formis.
Nel 1121 concesse la cappella di San Fede nel palazzo civico di Aversa con le sue proprietà alla Cattedrale di San Paolo.
Nello stesso anno assegnò considerevoli rendite alla Diocesi di Pozzuoli e ai monasteri di San Lorenzo di Capua e San Lorenzo di Aversa. La sua munificenza alle chiese forse non era del tutto innocente e pia. La concessione del castello strategico di Pico a Montecassino nel febbraio del 1125 potrebbe nascondere i suoi sforzi per estendere la sua autorità nelle parti più remote del principato, o anche nel monastero stesso, che fu costretto a accettate un compromesso per ricevere la fortezza.
Tuttavia, i poteri dei principi di Capua non erano forti.
I patti che Giordano iniziò con Monte Cassino nel giugno del 1123 hanno una somiglianza con i patti contemporanei degli uomini di rango minore con lo stesso monastero, e forse indicano la diminuita importanza del principe nella politica del tempo.
La sua generosità, tuttavia, non fu dimenticata: Giordano II è, dopo Giordano I, l'unico principe di Capua la cui morte, il 19 dicembre 1127 in una sede non specificata, è registrata nel necrologio cassinese. Gli successe il figlio maggiore, Roberto II, l'ultimo dei principi di Capua.

### Fonti primarie
- Pietro Diacono, Chronica monasterii Casinensis.
- Falcone Beneventano, Chronicon Beneventanum.
- Romualdo II Guarna, Chronicon, sive Annales.

### Fonti secondarie
- Giordano II di Capua, in Dizionario biografico degli italiani, Roma, Istituto dell'Enciclopedia Italiana.
- Ferdinand Chalandon Histoire de la domination normande en Italie et en Sicile, I, (Paris: 1907), pp. 297, 320 e segg., 390.
- Errico Cuozzo Normanni: Feudi e feudatari (Salerno: 1966), pp. 484–91.
  - idem, "L'unificazione normanna e il Regno normanno-svevo", Storia del Mezzogiorno, II, ii, (Napoli: 1989), p. 613.
- Isabella Di Resta, "Il Principato di Capua", Storia del Mezzogiorno, II, ii, (Napoli: 1989), p. 181.